# Encarsia sankarani
Encarsia sankarani är en stekelart som beskrevs av Hayat 1989. Encarsia sankarani ingår i släktet Encarsia och familjen växtlussteklar. Inga underarter finns listade i Catalogue of Life.